# Marcé Gesellschaft

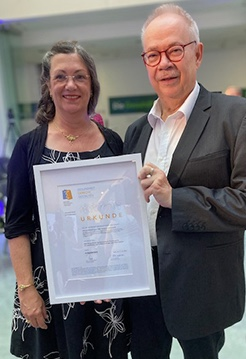
Auszeichnung mit dem Sonderpreis des Berliner Gesundheitspreises mit Sabine Surholt (Schatten und Licht e.V.) und Luc Turmes (Marcé Gesellschaft), 2023

Die Marcé Gesellschaft ist eine internationale Fachgesellschaft für schwangerschafts-assoziierte psychische Erkrankungen.

## Gründung und internationale Entwicklung
Die Gesellschaft wurde im Juni 1980 von dem britischen Psychiater Ian Brockington initiiert und während einer internationalen Konferenz gegründet. Benannt ist die Gesellschaft nach dem französischen Psychiater Louis Victor Marcé (1828–1864), dem Autor des Buches „Traité de la folie des femmes enceintes, des nouvelles accouchés et des nourrices, et considerations medico-légales qui se rattachent à ce sujet“ („Die Behandlung der Verrücktheit der Schwangeren, frisch Entbundenen und der Stillenden und medizinrechtliche Überlegungen dazu“). Die englischsprachige Marcé Society gibt einen regelmäßigen Newsletter heraus und veranstaltet alle zwei Jahre eine Tagung.
Inzwischen hat sich die Fachgesellschaft international ausgebreitet. Sie existiert seit 1995 in Australien und seit 1998 in Frankreich. Im Jahr 2000 wurde die deutschsprachige Marcé-Gesellschaft beim „1. World Congress on Women’s Mental Health“ in Berlin gegründet. Bisherige Vorsitzende waren von
- 2000 bis 2006	Christiane Hornstein, Wiesloch
- 2006 bis 2010	Anton Bergant, Innsbruck
- 2010 bis 2012	Christiane Hornstein, Wiesloch
- 2012 bis 2019	Patricia Trautmann-Villalba, Frankfurt am Main
- seit 2019	Luc Turmes, Dortmund

Die deutschsprachige Marcé Gesellschaft für peripartale psychische Erkrankungen e.V. veranstaltet alle zwei Jahre eine Tagung für alle perinatal tätigen Fachgruppen, wie Ärzte/Ärztinnen, Psychiater/Psychiaterinnen, Hebammen, Sozialarbeiter/Sozialarbeiterinnen, Fachpersonal für Psychiatrie und Kinderheilkunde und Leiter/Leiterinnen von Selbsthilfegruppen.

## Aufgaben und Ziele
Die Gesellschaft zählt zu ihren Aufgaben die Aufklärung,  Öffentlichkeitsarbeit und Entstigmatisierung der schwangerschafts-assoziierten psychischen Erkrankungen sowie die Vertretung der Interessen betroffener Mütter und Väter in der Gesundheitspolitik. In medizinischer Hinsicht setzt sie sich für die Verbesserung der präventiven Maßnahmen ein, weiter für die Entwicklung ambulanter, teil- und stationärer Behandlungskonzepte für betroffene Frauen sowie die Einrichtung spezialisierter Behandlungseinrichtungen (Mutter-Vater-Kind-Einheiten). Ein weiterer Schwerpunkt ist die Förderung der Forschung über die Entstehungsbedingungen sowie die psychosozialen und biologischen Faktoren von schwangerschafts-assoziierten psychischen Erkrankungen. Außerdem setzt sich die Fachgesellschaft für interdisziplinäre Kooperation ein und organisiert alle zwei Jahre Fortbildungsveranstaltungen für alle beteiligten Berufsgruppen (Marcé-Symposien).

## Auszeichnungen
Die deutsche Marcé Gesellschaft wurde mit dem Sonderpreis des Berliner Gesundheitspreises 2023 ausgezeichnet, gemeinsam vergeben vom AOK-Bundesverband und der Ärztekammer Berlin.

## Belege
1. ↑   Website der Deutschen Marcé Gesellschaft, abgerufen am 19. Januar 2024.
2. ↑   History der Internationalen Marcé Gesellschaft, abgerufen am 19. Januar 2024.